# Ángela (serie de televisión)
Ángela es una serie de televisión española de thriller escrita por Sara Cano, Paula Fabra y Leire Albinarrate y dirigida por Norberto López Amado para Antena 3 y Atresplayer, basada en la serie de televisión británica Angela Black que fue creada y escrita por Harry y Jack Williams. Está producida por Buendía Estudios Bizkaia y protagonizada por Verónica Sánchez, Daniel Grao, Jaime Zatarain y Lucía Jiménez. Estrenada en Antena 3 el 6 de marzo de 2025.

## Trama
Ángela (Verónica Sánchez) es una mujer aparentemente feliz junto a su marido, Gonzalo (Daniel Grao), con quien tiene dos hijas. Pero bajo esa idílica fachada, Ángela oculta un infierno de maltrato. Siempre en tensión, el frágil equilibrio de Ángela termina de romperse cuando conoce a Eduardo (Jaime Zatarain), un antiguo compañero de instituto por el que se siente inmediatamente atraída. Sin embargo, gracias a la intervención de su mejor amiga Esther (Lucía Jiménez), Ángela descubrirá que Edu no es quién dice ser.

## Reparto

### Principal
- Verónica Sánchez como Ángela Recarte Tomasena
- Daniel Grao como Gonzalo Ochoa
- Jaime Zatarain como Eduardo "Edu" Silva /  Roberto "Rober" Irigoyen
- Lucía Jiménez como Esther Aguirre Larrazabal

con la colaboración de
- María Isabel Díaz Lago como Maribel

### Recurrente
- Ane Gabarain como Carmen Tomasena
- Begoña Maestre como Laura (Episodio 1 - Episodio 3; Episodio 5 - Episodio 6)
- Maia Zaitegui como Maia Ochoa Recarte
- Sua Díez como Irati Ochoa Recarte
- Alain Azabal Forcada como Alain (Episodio 1; Episodio 5 - Episodio 6)
- Olatz Ganboa como Rocío (Episodio 1; Episodio 5 - Episodio 6)
- Luka Astudillo como Luca (Episodio 1 - Episodio 2)
- Elena Sáenz como Begoña "Bego" (Episodio 1 - Episodio 2)
- Joseba Apaolaza como Vicente (Episodio 1 - Episodio 2; Episodio 5)
- Aitor Merino como Fernando (Episodio 1)
- Aitor Kateron como Gorka Santos (Episodio 2; Episodio 5)
- Inge Martín como Miss Jeny (Episodio 2 - Episodio 3)
- Thais Blume como Rosa Izaguirre (Episodio 5 - Episodio 6)

## Temporadas y audiencias
| Temporada | Temporada | Emisiones | Estreno            | Final               | Audiencia media | Audiencia media | Audiencia media |
| Temporada | Temporada | Emisiones | Estreno            | Final               | Espectadores    | Share           |                 |
| --------- | --------- | --------- | ------------------ | ------------------- | --------------- | --------------- | --------------- |
|           | 1         | 6         | 6 de marzo de 2025 | 10 de abril de 2025 | 897 000         | 9,5%            |                 |

## Capítulos
| N.º | Título             | Dirigido por         | Escrito por                                | Fecha de estreno en Antena 3 | Fecha de preestreno en Atresplayer | Audiencia en Antena 3 |
| --- | ------------------ | -------------------- | ------------------------------------------ | ---------------------------- | ---------------------------------- | --------------------- |
| 1   | «A de Abuso»       | Norberto López Amado | Sara Cano y Paula Fabra                    | 6 de marzo de 2025           | 14 de julio de 2024                | 1 015 000 (10,7%)     |
| 2   | «N de Nerviosismo» | Norberto López Amado | Sara Cano y Paula Fabra                    | 13 de marzo de 2025          | 21 de julio de 2024                | 953 000 (9,2%)        |
| 3   | «G de Gravedad»    | Norberto López Amado | Sara Cano y Paula Fabra                    | 20 de marzo de 2025          | 28 de julio de 2024                | 766 000 (7,8%)        |
| 4   | «E de Efusividad»  | Norberto López Amado | Sara Cano, Paula Fabra y Leire Albinarrate | 27 de marzo de 2025          | 4 de agosto de 2024                | 915 000 (10,3%)       |
| 5   | «L de Libertad»    | Norberto López Amado | Sara Cano y Paula Fabra                    | 3 de abril de 2025           | 11 de agosto de 2024               | 915 000 (9,4%)        |
| 6   | «A de Amor»        | Norberto López Amado | Sara Cano y Paula Fabra                    | 10 de abril de 2025          | 18 de agosto de 2024               | 818 000 (9,3%)        |

## Evolución de audiencias
| Temporada | Temporada | Episodio número | Episodio número | Episodio número | Episodio número | Episodio número | Episodio número |
| Temporada | Temporada | 1               | 2               | 3               | 4               | 5               | 6               |
| --------- | --------- | --------------- | --------------- | --------------- | --------------- | --------------- | --------------- |
|           | 1         | 1015            | 953             | 766             | 915             | 915             | 818             |

## Producción
El 27 de junio de 2023, después del éxito en audiencias de Mentiras (remake de Liar) en Antena 3, su propietaria, Atresmedia, anunció que estaba desarrollando para la cadena un remake de otra serie de los guionistas británicos Harry y Jack Williams, Angela Black. En julio de 2023, se anunció que el proyecto había sido bautizado bajo el título de Ángela y que estaría protagonizado por Verónica Sánchez y Daniel Grao. El rodaje de la serie comenzó a finales de octubre de 2023 en Vizcaya, incluyendo exteriores naturales de Munguía, Mundaca y Bilbao.

## Lanzamiento y marketing
El 18 de junio de 2024, Atresplayer lanzó el póster de Ángela y desveló que se estrenaría en su plataforma en junio, con planes de emitirse en Antena 3 en un futuro próximo. El 24 de junio de 2024, Atresplayer concretó que la serie se estrenaría en su plataforma el 14 de julio de 2024. El 3 de julio de 2024, Atresplayer lanzó el tráiler de la serie